# 腳趾

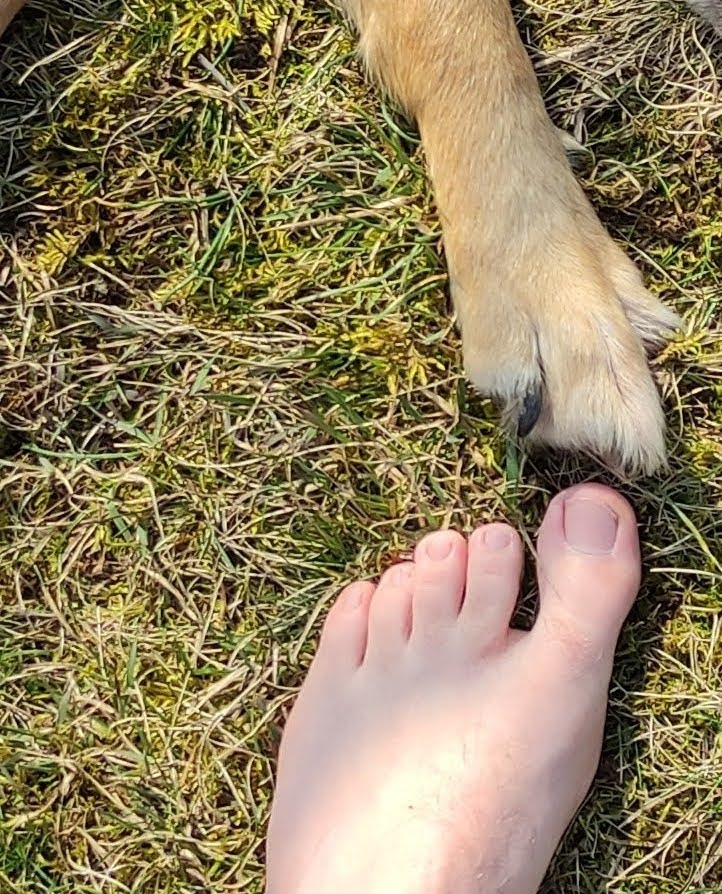
男孩和狗的脚趾。男孩的大脚趾是正常的，但第二个脚趾短了2厘米，使得大脚趾看起来很大。

腳趾（Toes）或稱趾，是四足類（人及一些動物）足上指頭。人的腳趾的背部受指甲的保護，其他動物則演變成爪。用腳趾走路的動物稱為趾行動物，如貓狗皆是；用足底走路的稱為蹠行動物，如人類、啮齿目等；用蹄（相當於趾甲，為趾端的角蛋白結構）走路的則稱為蹄行動物，如奇蹄目、偶蹄目。

## 人類腳趾
人类的五个脚趾，分别称为：大趾（第一趾、拇趾）、二趾（第二趾）、三趾（第三趾）、四趾（第四趾、無名趾）、小趾（第五趾）。
人類腳趾在生理學上扮演的意義不亞於雙手，在演化學的研究中相當重要。現代人的雙腳絕大多數只能用於行走，腳趾只適用於行走時穩定步伐之用。但在生理學上，腳趾的功能並非一成不變，可以做簡單的動作，或非正式且些微地取代雙手之部分功能。人類雙腳的大拇趾構造較其餘各趾獨立，是足部的靈魂部位，也是足部重心，也因此只要能配合第二趾，就能做出和手近似的動作。大腳趾是腳部最後演化出的部分之一。
腳趾在構造上並不利於抓握，但某些狀況下例外。失去雙手的人可以透過後天訓練的方式，將腳趾的功能發揚為雙手的功能。一般雙手正常的人也會基於隨性或趣味，用腳趾來做一些簡單的事物，例如抓握木桿、撿拾小東西等。
腳拇趾和二趾間的觸覺相當敏銳，只要碰觸就能有抓握的反應，若腳趾長度夠長，功能未必亞於雙手。有的襪子基於這種設計，會做成把大拇趾獨立出來的襪子，適合用雙腳做事的人使用。

## 外部連結
- 解剖學（Anatomy）-骨頭-足部骨頭 （页面存档备份，存于）